# Volumenstarrheit
Volumenstarrheit (engl.: volume rigidity) bezeichnet zwei unterschiedliche Konzepte in der Mathematik.

## Volumenstarrheit nach Thurston und Besson-Courteois-Gallot
Satz (Thurston): Wenn {\displaystyle f\colon M_{1}\to M_{2}} eine stetige Abbildung zwischen vollständigen hyperbolischen Mannigfaltigkeiten endlichen Volumens der Dimension {\displaystyle n\geq 3} ist, dann gilt für den Abbildungsgrad
{\displaystyle deg(f)\leq {\frac {Vol(M_{1})}{Vol(M_{2})}}}
und Gleichheit nur dann, wenn {\displaystyle f} eigentlich homotop zu einer riemannschen Überlagerung ist.
Satz (Besson-Courteois-Gallot, Boland-Connell-Souto): Wenn {\displaystyle f\colon (M_{1},g_{1})\to (M_{2},g_{2})} eine stetige Abbildung zwischen vollständigen Riemannschen Mannigfaltigkeiten endlichen Volumens der Dimension {\displaystyle n\geq 3} mit
{\displaystyle Ric(g_{1})\geq -(n-1)g_{1},-a\leq K(g_{2})\leq -1}
für eine Konstante {\displaystyle a\geq 1} ist, dann gilt für den Abbildungsgrad
{\displaystyle deg(f)\leq {\frac {Vol(M_{1})}{Vol(M_{2})}}}
und Gleichheit nur dann, wenn {\displaystyle f} eigentlich homotop zu einer riemannschen Überlagerung ist.

## Volumenstarrheit nach Goldman
Satz (Goldman): Sei {\displaystyle \Sigma _{g}} eine geschlossene hyperbolische Fläche und {\displaystyle \rho \colon \pi _{1}\Sigma _{g}\to Isom^{+}(\mathbb {H} ^{2})=PSL(2,\mathbb {R} )} eine Darstellung. Dann gilt
{\displaystyle vol(\rho )\leq vol(\Sigma _{g})}
und Gleichheit nur dann, wenn {\displaystyle \rho } diskret und treu ist.
Satz (Dunfield, Francaviglia-Klaff): Sei {\displaystyle M} eine hyperbolische Mannigfaltigkeit endlichen Volumens der Dimension {\displaystyle n\geq 3} und {\displaystyle \rho \colon \pi _{1}M\to Isom^{+}(\mathbb {H} ^{n})=SO(n,1)_{0}} eine Darstellung. Dann gilt
{\displaystyle vol(\rho )\leq vol(M)}
und Gleichheit nur dann, wenn {\displaystyle \rho } diskret und treu ist.
Satz (Korollar zum Superstarrheitssatz): Sei {\displaystyle M=\Gamma \backslash G/K} ein kompakter lokal symmetrischer Raum nichtkompakten Typs mit {\displaystyle G} ohne {\displaystyle SO(n,1)}- oder {\displaystyle SU(n,1)}-Faktor, und {\displaystyle \rho \colon \Gamma \to G} eine Darstellung. Dann gilt
{\displaystyle vol(\rho )\leq vol(M)}
und Gleichheit nur dann, wenn {\displaystyle \rho } diskret und treu ist.